# Günter Peis
Günter Alexander Peis (* 23. Juli 1927 in Leoben; † 19. Juli 2012 in Innsbruck) war ein österreichischer Journalist und Historiker. Er war einer der Pioniere des investigativen Journalismus. Als zentrale Forschungsmethode verwendete Peis die systematische Befragung von Zeitzeugen (Oral History).

## Lebenslauf
Günter Peis war Schüler einer Nationalpolitischen Erziehungsanstalt. Als 17-Jähriger wurde er zum Volkssturm eingezogen. Er verbrachte zehn Monate in Kriegsgefangenschaft. Im Rahmen eines amerikanischen Programms zur Reeducation kam er zu einer Journalistenschule in München unter Leitung Erich Kästners. Von dort wurde er als Beobachter zu den Nürnberger Prozessen delegiert.
Als jüngster Journalist (19) bei den Nürnberger Prozessen beobachtete Peis in der Nacht zum 16. Oktober 1946 von einer Dachluke aus die Hinrichtung der zum Tode verurteilten Hauptkriegsverbrecher. Eine Stunde vor den anderen 800 Reportern konnte er als erster die in größter Geheimhaltung vollzogene Hinrichtung von Joachim von Ribbentrop, Wilhelm Keitel und acht anderen Verurteilten melden.
- 1951 erschien in der Revue seine Reportage Hinter den Mauern von Spandau. Seine detaillierten Informationen aus dem Kriegsverbrechergefängnis Spandau und seine Fotos, u. a. von Rudolf Heß und Albert Speer, gingen um die ganze Welt.

- 1952 spürte Peis den ehemaligen SS-Sturmbannführer Alfred Naujocks auf, der unter falschem Namen in Hamburg untergetaucht war. Er hatte ihn bereits bei den Nürnberger Prozessen kennengelernt und dessen Aussage zum Überfall auf den Sender Gleiwitz zunächst für eine Propagandalüge der Alliierten gehalten.

- 1952 heiratete Peis die österreichische Skifahrerin Dagmar Rom.

- 1958 erschien in New York sein Buch Hitler’s Spies and Saboteurs, das er gemeinsam mit Charles Wighton geschrieben hatte. Es enthüllte geheime Landungs- und Spionageunternehmen der deutschen Abwehr in den Vereinigten Staaten.

- 1959 ging seine Serie I was Hitler’s Secret Lover um die Welt. Peis hatte über Adolf Hitlers Schwester Paula, die in Berchtesgaden unter dem Namen Paula Wolf lebte, die Spur zu Hitlers heimlicher Geliebten Maria Reiter gefunden. Die von ihm entdeckten Liebesbriefe Hitlers sind – im Gegensatz zu den 1983 vom Stern veröffentlichten Hitler-Tagebüchern – als authentisch anerkannt.

- Ende 1959 – zwanzig Jahre nach dem Bürgerbräuattentat – veröffentlichte Peis unter dem Titel Zieh’ dich aus, Georg Elser! eine groß aufgemachte 8-teilige Serie über Georg Elser in der Wochenzeitung Bild am Sonntag. Peis stellte sich gegen die herrschende Meinung der traditionellen Geschichtsforschung, die das Bürgerbräuattentat damals noch als Selbstinszenierung der Nationalsozialisten und Georg Elser als deren Werkzeug einschätzte. Die Georg-Elser-Forschung hat die damaligen Rechercheergebnisse von Peis inzwischen bestätigt.

- 1960 erschien seine Biografie von Alfred Naujocks unter dem Titel The Man Who Started The War. Das Buch erschien zunächst in London, wurde aber auch in USA, Kanada, Frankreich, Südamerika und Japan ein Verkaufserfolg. Für eine deutsche Ausgabe dieses Zeitdokuments hat sich bis heute kein Verleger gefunden. Naujocks berichtet in diesem Buch auch von seiner Rolle beim Venlo-Zwischenfall, der in einem Zusammenhang mit Georg Elser steht.

- 1964 machte Peis gemeinsam mit dem Journalisten Ernst Petry im Stern die vom Historiker Lothar Gruchmann gerade erst entdeckten Protokolle vom Gestapo-Verhör des Bürgerbräuattentäters Georg Elser bekannt. Gleichzeitig stellte er die Theorie auf, Elser sei Mitglied einer kommunistischen Troika gewesen.[2]

- 1960er Jahre: Peis schrieb Kinderbücher, die von einem Tiroler Jungen namens Mario handelten. Mit einer 12-teiligen Fernsehserie Mario gelang Peis als Drehbuchautor und Produzent ein internationaler Filmerfolg. Seine neue Karriere als Opernsänger – nach seinem Mailänder Gesangsstudium bei Apollo Granforte war Peis u. a. im ORF als Othello zu hören – endete jedoch nach einer missglückten Halsoperation.

- 1976 enttarnte Peis in seinem in London erschienenen Buch The Mirror of Deception einen deutschen Doppelspion, der die deutsche Abwehr von Großbritannien aus jahrelang mit Falschmeldungen versorgt hatte. Dieses Buch erschien im selben Jahr auch in Deutschland, allerdings unter dem Pseudonym Günter Alexander (die beiden Vornamen von Peis) und dem Titel So ging Deutschland in die Falle. 1981 wurde das Buch neu aufgelegt, diesmal unter seinem richtigen Namen und dem Titel Spiegel der Täuschung.

- 1995 legte Peis im Focus eine Theorie über die Ermordung von Georg Elser vor, der zufolge der von Sigismund Payne Best im Jahr 1945 entdeckte Befehl des Gestapo-Chefs Heinrich Müller zur Liquidierung Elsers eine Fälschung sei.[3]

## Ehrungen
- 1997: Verdienstkreuz am Bande der Bundesrepublik Deutschland

## Werke
- mit Charles Wighton: Hitler’s Spies and Saboteurs, New York 1958.
- Zieh’ dich aus, Georg Elser!, 8-teilige Serie in Bild am Sonntag, Hamburg 1959.
- The Man Who Started The War, London 1960 (keine deutsche Ausgabe).
- Marios abenteuerliche Ferien, Reutlingen 1965.
- Spiegel der Täuschung, München 1981.